# Syndicat mixte du pays Yon et Vie
 (août 2025).
Motif : Aucune source secondaire, notoriété locale
- Archive Wikiwix
- Bing
- Cairn
- DuckDuckGo
- E. Universalis
- Gallica
- Google
- G. Books
- G. News
- G. Scholar
- Persée
- Qwant
- (zh) Baidu
- (ru) Yandex
- (wd) trouver des œuvres sur Wikidata

| 1. | Préciser le motif de la pose du bandeau. | Précisez le motif de la pose du bandeau en utilisant la syntaxe suivante : {{admissibilité à vérifier\|date=août 2025\|motif=remplacez ce texte par le motif}}                                         |
| 2. | Informer les utilisateurs concernés.     | Pensez à avertir le créateur de l'article, par exemple, en insérant le code ci-dessous sur sa page de discussion : {{subst:avertissement admissibilité à vérifier\|Syndicat mixte du pays Yon et Vie}} |

Le syndicat mixte du pays Yon et Vie est une structure d’aménagement et un schéma de cohérence territoriale français situé dans le département de la Vendée et dans la région des Pays de la Loire.

## Histoire
Le syndicat intercommunal Yon et Vie est créé par un arrêté préfectoral du 24 février 2002, à l’impulsion des 23 communes des communautés de communes du Pays-Yonnais et de Vie-et-Boulogne, et notamment au travers ses deux présidents, respectivement Jacques Auxiette et Régis Plisson. D’ailleurs, le premier devient le président du syndicat mixte du pays Yon et Vie, et occupe ce poste jusqu’en 2014.
Le schéma de cohérence territoriale Yon et Vie, qui reprend les mêmes communes que le syndicat intercommunal, est approuvé un arrêté préfectoral du 8 juillet 2002.
Le syndicat intercommunal à vocation multiple est transformé en syndicat mixte par un arrêté préfectoral du 2 octobre 2006.
Au 1er janvier 2010, la communauté de communes du Pays-Yonnais se transforme en communauté d’agglomération et devient La Roche-sur-Yon-Agglomération. L’article 7 de l’arrêté préfectoral du 23 décembre 2009 précise par ailleurs que le nouvel établissement public de coopération intercommunale à fiscalité propre sera substitué au Pays-Yonnais au 1er janvier 2010 dans le cadre du syndicat mixte.
Le 28 mai 2014, Jean-Louis Batiot, maire de Saint-Florent-des-Bois, est désigné président du syndicat mixte, à La Roche-sur-Yon.
Par arrêté préfectoral du 21 décembre 2016, la communauté de communes Vie-et-Boulogne est dissoute au 1er janvier 2017 pour permettre de donner naissance à la « communauté de communes de Vie-et-Boulogne », issue de sa fusion avec la communauté de communes du Pays-de-Palluau. En vertu de l’article 10 de cet arrêté, la nouvelle entité se substitue à Vie-et-Boulogne au sein du syndicat mixte du pays Yon et Vie à sa création. Toutefois, à la suite de cette fusion, le rééquilibrage de la représentativité syndicale n’est opéré qu’à l’occasion d’un arrêté préfectoral du 22 juin 2017.
Le 23 septembre 2020, le maire de Rives de l'Yon Christophe Hermouet, est élu à la présidence du syndicat mixte.

## Périmètre syndical
Le syndicat mixte du pays Yon et Vie regroupe deux établissements publics de coopération intercommunale à fiscalité propre.
| Nom                            | Nature juridique           | Nombre de communes | Superficie (km2) | Population (2021) | Densité (hab./km2) |
| ------------------------------ | -------------------------- | ------------------ | ---------------- | ----------------- | ------------------ |
| La Roche-sur-Yon-Agglomération | Communauté d'agglomération | 13                 | 499,40           | 98 273            | 197                |
| Vie-et-Boulogne                | Communauté de communes     | 15                 | 489,70           | 45 851            | 94                 |

## Administration

### Siège
Le siège du syndicat mixte du pays Yon et Vie est sis au 54, rue René-Goscinny, à La Roche-sur-Yon.

### Conseil syndical
Selon l’arrêté préfectoral portant modification des statuts du 22 juin 2017, le conseil syndical comprend par intercommunalité à fiscalité propre :
| Nombre de délégués | Intercommunalité à fiscalité propre       |
| ------------------ | ----------------------------------------- |
| 32                 | La Roche-sur-Yon-Agglomération            |
| 16                 | Communauté de communes de Vie-et-Boulogne |

### Présidents
| Période           | Période           | Identité            | Étiquette | Qualité |
| ----------------- | ----------------- | ------------------- | --------- | --- |
| 24 février 2002   | 28 mai 2014       | Jacques Auxiette    | PS        | Maire de La Roche-sur-Yon (1977-2004) Conseiller municipal de La Roche-sur-Yon (2004-2014) Président du conseil régional des Pays-de-la-Loire (2004-2015) |
| 28 mai 2014       | 23 septembre 2020 | Jean-Louis Batiot   | DVD       | Maire de Saint-Florent-des-Bois (2008-2015) Maire de Rives de l'Yon (2016-2020)                                                                           |
| 23 septembre 2020 | En cours          | Christophe Hermouet | DVD       | Maire de Rives de l'Yon (depuis 2020) |

## Identité visuelle

Logotype.